# Ferdinand Maximilien Mériadec de Rohan-Guéméné

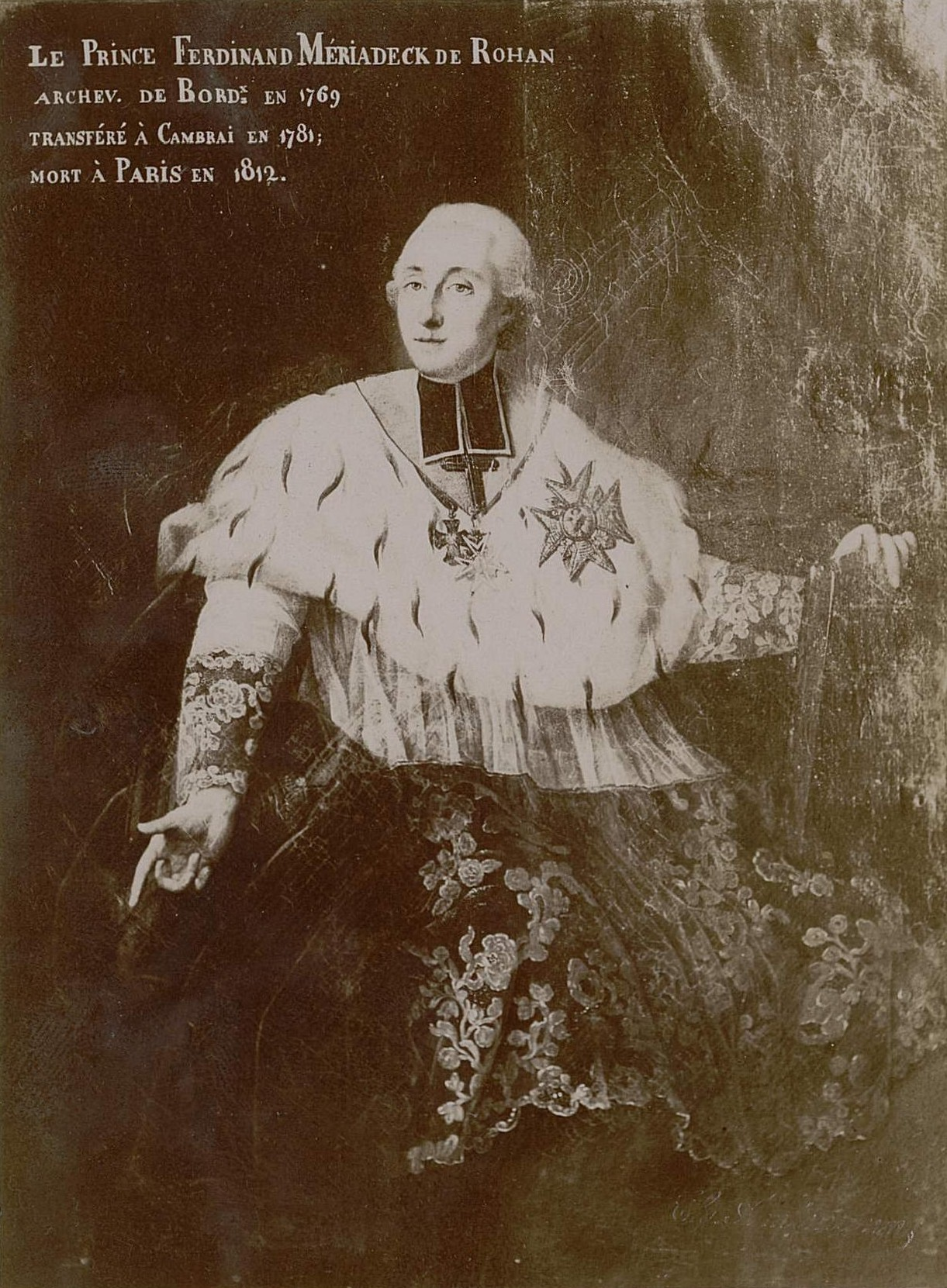
Ferdinand Maximilien Mériadec de Rohan (1738–1812), archevêque de Bordeaux en 1769, transféré à Cambrai en 1781, mort à Paris en 1812, Anonym, 18. Jahrhundert

Ferdinand Maximilien Mériadec de Rohan (* 7. November 1738; † 31. Oktober 1813 in Paris) war ein französischer Aristokrat und Geistlicher aus dem Haus Rohan. Er war der Kaplan der Kaiserinnen Joséphine de Beauharnais und Marie-Louise von Österreich.

## Leben
Ferdinand-Maximilien-Mériadec de Rohan ist das siebte und letzte Kind von Hercule-Mériadec de Rohan, Duc de Montbazon und später Prince de Guémené, und Louise Gabrielle Julie de Rohan (1704–1780). Er stammt also sowohl über seinen Vater als auch über seine Mutter aus dem Haus Rohan, einer der einflussreichsten hochadeligen Familien der damaligen Zeit.
Er war Doktor der Sorbonne, Propst der Kirche von Straßburg, Kanoniker an Lambertuskathedrale in Lüttich, bevor er am 26. Dezember 1769 zum Erzbischof von Bordeaux ernannt wurde. Am 12. März 1770 wurde er in diesem Amt bestätigt und am 8. April zum Bischof geweiht.
1771 begann er mit Errichtung des Palais Rohan in Bordeaux (das heutige Rathaus der Stadt) und verkaufte dafür Land an der Stelle des Stadtviertels, das nun den Namen Mériadeck trägt. Die Bauarbeiten dauerten bis 1784, so dass er bei dessen Fertigstellung schon nicht mehr Erzbischof von Bordeaux war.
Am 28. Januar 1781 wurde er zum Erzbischof von Cambrai ernannt und am 2. April desselben Jahres bestätigt (am 30. März war er als Erzbischof von Bordeaux zurückgetreten). 1788 wurde er Propst von Thuin, 1789 Kommendatarabt der Abtei Le Mont Saint-Quentin, 1790/91 Administrator von Lüttich. Am 23. November 1801 trat er zurück. 1804 wurde er Premier Almosenier der Kaiserin Joséphine, dann der Kaiserin Marie Louise.
Am 2. Juli 1808 wurde er zum Comte de l‘Empire ernannt. Er starb am 31. Oktober 1813 in Paris.

## Nachkommen
Er hatte mehrere uneheliche Kinder mit Charlotte Stuart (1753–1789), die eine Tochter von Charles Edward Stuart, dem Enkel von Jakob II. von England, und seiner Mätresse Clementina Walkinshaw war:
- Marie Victoire Adelaide (* 1779)
- Charlotte Maximilienne Amélie (* 1780)
- Charles Edward Stuart, Graf Roehenstart (* 1784; † 1854)

1784 wurde Charlotte Stuart legitimiert und zur Herzogin von Albany ernannt.